# Nyhetsbyrån SPT
Svensk Presstjänst var en finländsk svenskspråkig nyhetsbyrå med verksamhet under åren 2017–2021. Byrån grundades av KSF Media, HSS Media och Åbo underrättelser. Anna Back fungerade som bolagets VD. Avsikten var att samarbeta kring nyhetsarbetet med fokus på främst finlandssvenska intressen. Verksamheten finansierades till 60% med bidrag och till 40% av betalande kunder men bolaget lyckades inte skapa en tillräckligt stadig ekonomisk bas för en fortsatt verksamhet. 